# Diaphorus amplus
Diaphorus amplus är en tvåvingeart som beskrevs av Charles Howard Curran 1926. Diaphorus amplus ingår i släktet Diaphorus och familjen styltflugor. Inga underarter finns listade i Catalogue of Life.